# جيري براون (لاعب كرة قدم أمريكي)
جيري براون (بالإنجليزية: Gerry Browne)‏ (9 ديسمبر 1944 - ) هو لاعب كرة قدم أمريكي في مركز الهجوم. شارك مع منتخب ترينيداد وتوباغو لكرة القدم. أما مع النوادي، فقد لعب مع ديفينس فورس وWashington Darts ‏.

## وصلات خارجية
- جيري براون على موقع ناشيونال فوتبول تيمز (الإنجليزية)